# 강대협
강대협(1977년 3월 13일 ~)은 대한민국의 농구 선수이다. 슈퍼모델 이란숙과  2008년 6월 8일 결혼하였다.

## 학력
- 대신초등학교
- 경남중학교
- 동아고등학교
- 고려대학교

## 선수 경력
강대협은 이적 경로가 많았는데 서울 삼성 썬더스의 황진원과 이적 횟수가 똑같이 이 둘을 저니맨이라 불린다.
- 2000-2001 대전 현대 걸리버스
- 2001-2002 창원 LG 세이커스
- 2002-2003 안양 SBS 스타즈
- 2004-2006 울산 모비스 피버스
- 2006-2006 서울 SK 나이츠
- 2006-2009 원주 동부 프로미
- 2009-2011 창원 LG 세이커스
- 2011-2012 인천 전자랜드 엘리펀츠